# 横内 (小牧市)
横内（よこうち）は、愛知県小牧市の地名。

## 地理
小牧市北西部に位置する。東は岩崎原新田、西は河内屋新田、南は入鹿出新田・村中・間々原新田、北は丹羽郡大口町に接する。

### 河川・池沼
- 巾下川

### 交通
- 国道41号
- 愛知県道179号宮後小牧線
- 愛知県道158号小口名古屋線

### 施設
- 横内浄水場
- 日本特殊陶業小牧工場

## 歴史

### 沿革
- 江戸時代 - 村中村の一部により、村中原新田村が成立[2]。
- 1880年（明治13年） - 東春日井郡村中原新田村となる[2]。
- 1889年（明治22年） - 境村大字村中原新田となる[2]。
- 1906年（明治39年） - 小牧町大字村中原新田となる[2]。
- 1909年（明治42年） - 地主ら36名により巾下耕地整理組合が結成される[2]。
- 1921年（大正10年） - 小牧町大字村中原新田が同町大字横内に改称される[3]。横内の地名は同地内の小字に由来する
- 1955年（昭和30年） - 小牧市大字横内となる[3]。

### WEB
1. ↑  “読み仮名データの促音・拗音を小書きで表記するもの(zip形式) 愛知県” (zip).   日本郵便 (2024年2月29日). 2024年3月26日閲覧。
2. ↑  “市外局番の一覧” (PDF).   総務省 (2022年3月1日). 2022年3月22日閲覧。
3. ↑  “ナンバープレートについて”.   一般社団法人愛知県自動車会議所. 2024年1月21日閲覧。

### 書籍
1. 1 2  「角川日本地名大辞典」編纂委員会 1989, p. 1684.
2. 1 2 3 4 5  「角川日本地名大辞典」編纂委員会 1989, p. 1322.
3. 1 2  「角川日本地名大辞典」編纂委員会 1989, p. 1388.